# هندسة أنظمة مشاريع تجارية
هندسة أنظمة المشاريع التجارية أو هندسة أنظمة المؤسسات أو هندسة نُظُم المشاريع أو هندسة النظم المؤسساتية، هو المجال الذي يطبق هندسة الأنظمة على تصميم المؤسسة. كمجال، فإنه يتضمن مجموعة من المعارف والمبادئ والعمليات الموضوعة لتصميم أنظمة المشاريع أو المؤسسات. تعرَف المؤسسة على أنها نظام اجتماعي تقني معقد يتكون من موارد مترابطة وهي الأشخاص والمعلومات والتكنولوجيا التي يجب أن تتفاعل مع بعضها لتحقيق مهمة مشتركة.
ينجز هذا النظام جميع مهام هندسة النُظم «التقليدية»، مستندًا كذلك على نظرة موسعة لسياق المحتوى السياسي والتشغيلي والاقتصادي والتكنولوجي (بّي أو إي تي)، الذي طورت النظم وحُصل عليها وعُدلت وجرت صيانتها، أو التخلص منها، بناءً عليه.
قد تكون هندسة نُظم المؤسسة مطلوبة عند مواجهة تعقيدات تحطم الافتراضات التي تستند إليها هندسة الأنظمة في الكتب الدراسية، مثل أن تكون المتطلبات مستقرةً نسبيًا ومفهومةً جيدًا، وتكوين نظام يمكن التحكم فيه، ووجود مجموعة صغيرة يسهل تمييزها من أصحاب المصلحة.
يجب أن تنتج المؤسسة نوعًا مختلفًا من التحليل على الأشخاص والتكنولوجيا ومكونات الشركة من أجل رؤية الصورة الكاملة للمؤسسة. كما هو الحال في الوقت الحاضر، تصبح المؤسسة أكثر تعقيدًا مع وجود المزيد من المشكلات والناس للتعامل معهم، فمن المهم دمج النظام للوصول إلى مستوى أعلى للأعمال التجارية.

## العناصر
يوجد أربعة عناصر هامة يجب توفرها لعمل هندسة أنظمة المشاريع التجارية. وتشمل التطوير عن طريق التكيف، والتخطيط الفني الاستراتيجي، وإدارة المؤسسة، وعمليات هندسة نظم مشاريع تجارية (بمراحل مختلفة).

### التطوير عن طريق التكييف
التطوير عن طريق التكييف هو وسيلة لحل المشاكل والعقبات في الأنظمة المعقدة. تتغير البيئة مع مرور الوقت، وتحتاج إلى التكييف لكي تتطور بشكل مستمر. ولكي يمر أي شيء بالتطور من خلال التكييف، سيمر بعدة مراحل مختلفة. على سبيل المثال، فالهاتف المحمول قد مر بعدة تعديلات خلال تطوره منذ الماضي حتى الوقت الحاضر. عند إصداره للمرة الأولى، كان حجم الهاتف المحمول هائلاً، ولكن مع مروره عبر أجيال من التطوير، أصبح الهاتف المحمول أصغر. كذلك فقد أدى تطور بيانات الهاتف المحمول من الجيل الأول إلى الجيل الرابع إلى جعل الهاتف أكثر سرعة وملاءمة. باختصار، هذا يشير إلى عملية إيجاد أفكار وخيارات متنوعة ومبتكرة للمؤسسة، واختيار الأنجح بالنسبة للجيل القادم.

### التخطيط الفني الاستراتيجي
يعطي التخطيط الفني (أو التقني) الاستراتيجي للشركة صورةً عن أهدافها وتطلعاتها المستقبلية، ويمكنها من تقييم عملية التنظيم. ويحدث توازناً بين الاستيعاب والتحديث في المؤسسة. وللتخطيط الفني الاستراتيجي مكونات مختلفة وهي:
- تحديد المهمة
- تقييم الاحتياجات
- وصف التكنولوجيا وبيان الهدف
- متطلبات الأجهزة والبرمجيات
- خطة الميزانية
- الموارد البشرية

### حوكمة المؤسسة
وتُعرّف بأنها مجموعة المسؤوليات والممارسات التي يمارسها مجلس الإدارة والإدارة التنفيذية بهدف توفير التوجيه الاستراتيجي، وضمان تحقيق الأهداف، والتأكد من إدارة المخاطر بشكل مناسب، والتحقق من أن موارد المنظمة استُخدمت بشكل مسؤول وصحيح. إن حوكمة المؤسسات تشمل جانبين هما حوكمة الشركات (مطابقة المواصفات) وحوكمة الأعمال (الأداء). من الضروري فهم الشركة ومعرفة ما يجب القيام به لتحقيق النجاح. وهذا يتيح لنا اتخاذ القرار الصحيح باختيار الرئيس التنفيذي والمديرين التنفيذيين في الشركة، وكذلك تحديد مخاطر الشركة.